# 御女 (後宮稱號)
御女，中国古代妃嫔的位号。
北魏孝文帝汉化时改革后宫制度，把御妻或女御改称御女，后世沿用作后宫位号。北魏设置为内官，位视元士。北齐沿置，即《周礼》中的女御。隋文帝仁寿二年（602年）置八十一员御女，隋炀帝时置御女二十四人，秩正六品，位在宝林之下、采女之上。唐朝置御女二十七人，秩正七品。金朝置御女二十七人，视正七品，与宝林二十七人、采女二十七人共比八十一御妻。